# ۲بی (فیلم)
۲بی (انگلیسی: 2B) فیلمی در ژانر علمی–تخیلی است که در سال ۲۰۰۹ منتشر شد. از بازیگران آن می‌توان به جیمز رمار اشاره کرد.